# Great Canfield
Great Canfield – wieś i civil parish w Anglii, w Esseksie, w dystrykcie Uttlesford. W 2011 roku civil parish liczyła 414 mieszkańców. Posiada 67 wymienionych budynków. W wieś znajduje się kościół. W obszar civil parish wchodzą także Bacon End, Canfield Hart, Green Street i Hope End Green.